# Доминик Ливаковић
Доминик Ливаковић (Задар, 9. јануар 1995) је хрватски фудбалер који игра на позицији голмана. Тренутно наступа за Фенербахче.

## Клупска каријера
Ливаковић се првом тиму НК Загреб прикључио на почетку сезоне 2012/13. У почетку био је други голман састава, а свој деби имао је 31. августа 2012. године када је бранио на голу НК Загреб против ХНК Цибалија. Након тога постао је први голман тима и одиграо 104 лигашке утакмице, укључујући 90 у Првој лиги Хрватске. Са НК Загреб освојио је шампионат у Другој лига Хрватске у сезони 2013/14.
У Динамо из Загреба прешао је 30. августа 2014. године на почетку сезоне 2016/17. Прву утакмицу одиграо је 2. октобра 2016. године против ХНК Хајдук Сплит. Прву европску утакмицу у каријери одиграо је 18. октобра 2016. у УЕФА Лиги шампиона, на утакмици против ФК Севиља.

## Репрезентативна каријера
Бранио је за младе репрезентације Хрватске, а први пут је за сениорску селекцију Хрватске заиграо у мају 2016. године на пријатељској утакмици против репрезентације Молдавије. У стартној постави први пут је био на утакмици против репрезентације Чилеа.
За репрезентацију Хрватске играо је и на Светском првенству у фудбалу 2018. године у Русији.

## Статистика каријере

### Репрезентација
Ажурирано 13. јуна 2021.
| Хрватска | Хрватска | Хрватска |
| Год      | Ута      | Гол      |
| -------- | -------- | -------- |
| 2017     | 1        | 0        |
| 2018     | 2        | 0        |
| 2019     | 6        | 0        |
| 2020     | 7        | 0        |
| 2021     | 6        | 0        |
| Укупно   | 22       | 0        |